# Muerte de una heroína roja
Muerte de una heroína roja (título original en inglés: Death of a Red Heroine) es una novela policíaca estadounidense del autor chino-estadounidense Qiu Xiaolong publicada en 2000.

## Trama
La novela está ambientada en la década de 1990 en Shanghái. Una bella joven fue encontrada muerta en un canal en las afueras de la metrópoli. Después de la investigación, se encuentra que el cadáver es el de Guan Hongying, una empleada que reside en Shanghái. El inspector jefe Chen Cao, a cargo de la investigación, descubre que Guan tuvo una doble vida. Por un lado, como miembro desinteresada y ocupada del Partido Comunista de China y, por otro, como una mujer con fuertes deseos sexuales. El culpable parece ser Wu Xiaoming, hijo de un alto funcionario del Partido Comunista, que había sido chantajeado por Guan para que dejara a su esposa. Wu no quería que Guan pusiera en peligro su carrera política. Como resultado, la asesinó. A pesar de los obstáculos políticos, Chen termina arrestando al joven que posteriormente es ejecutado.

## Crítica
Muerte de una heroína roja fue nominada a los Premios Edgar Allan Poe y ganadora de los Premios Anthony como «mejor novela».
Para el periodista Philippe Duval, se trata de una historia policiaca bien construida e instructiva: «aprendemos mucho sobre las costumbres bastante disolutas de ciertos ejecutivos del partido». Abigail Tarttelin de Huffington Post comentó que «este libro es una valiente exploración en los círculos políticos chinos, organizada en torno a un thriller tenso y comprensivo, con personajes enigmáticos».

## Versión china
El libro fue traducido al chino por Yu Lei con el título Hóng yīng zhī sǐ (en chino: 红英之死). Si bien se han traducido fielmente partes del libro que critican la Revolución Cultural, los descendientes de los altos dirigentes del Partido Comunista Chino y a este último, se han eliminado algunas escenas sexuales.